# Пол Мекган
Пол Џон Мекган (енгл. Paul John McGann; Кензингтон, 14. новембар 1959) је британски глумац. Мекган је најпознатији по улози Осмог Доктора у научно-фантастичној серији Доктор Ху и Марка Норта у крими-драми Лутер, као и по филму Витнејл и ја (1987).
Полова браћа Џо, Марк и Стивен и син Џејк су такође глумци. Други син Џозеф је музичар.